# 刘恭 (汉赵)
劉恭（？—310年），字玄門，中国五胡十六国漢國皇族。劉淵次子，生母張氏，劉聪同母兄。

河瑞元年（310年）劉聰殺害兄長劉和後即位。但由於劉恭是劉聰兄，劉聰自以越過兄長登位而忌憚他，於是趁劉恭睡覺時下手，派刺客破開劉恭寢室牆壁行刺，劉恭遂遇刺身亡。

## 资料来源
- 《资治通鉴》晋纪九